# Rudolf Waldemar Åkerblom
Rudolf Waldemar Åkerblom, född 16 januari 1851 i Helsingfors, död där 17 juni 1925, var en finländsk tecknare och illustratör. 
Uppvuxen i Kronohagen som son till en bokbinderimästare var Åkerblom väl förtrogen med stadsallmogens liv. Han började 1872 på uppdrag av Helsingfors fornminnesnämnd måla akvareller av kåkbebyggelsen på Skatudden och utgav 1873 Minnen från Skatudden eller det Helsingfors som går. Han illustrerade även sin väns Victor Petterssons berättelser Bilder ur Skatuddslifvet i forna dagar (1881). Vid sidan av sin tjänst som kartritare vid Lantmäteristyrelsen studerade han vid Finska Konstföreningens ritskola och med stipendium två år litografi i München och även vid konstakademin där, handledd av Hjalmar Munsterhjelm. Från 1892 till sin död skaffade Åkerblom sig en utkomst genom att måla tusentals små idylliska landskap. Han fortsatte även att måla detaljrika Helsingforsvyer, ovärderliga dokument vilka senare kompletterades av Signe Branders fotografier. I Österbottniska studentavdelningens etnografiska expedition 1876 deltog han som tecknare av allmogeföremål, hus och interiörer.